# Джерело № 4 (Голятин)
Джерело № 4 — гідрологічна пам'ятка природи місцевого значення. Об'єкт розташований на території Міжгірського району Закарпатської області, с. Голятин, урочище «Біля верби».
Площа — 0,5 га, статус отриманий у 1984 році (Рішення Закарпатського облвиконкому від 23.10.1984 р. № 253).
Створена з метою збереження джерела мінеральної води та прилеглої території. Вода вуглекисла, гідрокарбонатно-натрієво-кальцієва. Загальна мінералізація - 1,5 г/л. Мікроелементи - марганець. Використовується для лікування захворювань органів травлення.